# Борисовская (Сямженский район)
Борисовская — деревня в Сямженском районе Вологодской области.
Входит в состав Коробицынского сельского поселения, с точки зрения административно-территориального деления — в Коробицинский сельсовет.
Расстояние по автодороге до районного центра Сямжи — 38 км, до центра муниципального образования Георгиевской — 10 км. Ближайшие населённые пункты — Коростелево, Шишаково, Ескино.
По переписи 2002 года население — 32 человека (14 мужчин, 18 женщин). Всё население — русские.